# Jerry Ash
Gerald „Jerry“ Ash (* 1. August 1942) ist ein ehemaliger US-amerikanischer Radrennfahrer und nationaler Meister im Radsport.

## Sportliche Laufbahn
Ash war Bahnradsportler. Sein größter sportlicher Erfolg war der Gewinn der Silbermedaille im Tandemrennen der UCI-Bahn-Weltmeisterschaften 1978. Sein Partner auf dem Tandem war Leigh Barczewski.
Den nationalen Titel im Tandemrennen gewann er 1978 und 1979 mit Leigh Barczewski. 1977 bis 1979 siegte er im Meisterschaftsrennen im 1000-Meter-Zeitfahren. 1978 gewann er den „International 2-day Madison“ auf der Radrennbahn von Trexlertown mit Knut Knudsen als Partner.